# القاعدة (حجة)
القاعدة هي إحدى قرى الجمهورية اليمنية. وهي تتبع جغرافيًا لمحافظة حجة. وإداريًا لمديرية الشاهل. يبلغ تعداد سكانها 1423 نسمة حسب الإحصاء الذي جرى عام 2004.